# Dracontium soconuscum
Dracontium soconuscum är en kallaväxtart som beskrevs av Eizi Matuda. Dracontium soconuscum ingår i släktet Dracontium och familjen kallaväxter. Inga underarter finns listade.